# Trait biologique
Dans le domaine de l'écologie et de l'évolution, les « traits biologiques », « traits de vie » ou traits écologiques d'une espèce ou d'une communauté d'espèce sont des descripteurs biologiques et comportementaux quantitatifs (respiration, croissance, mode/rythme/stratégie de reproduction et alimentation) ou écologiques (préférendum de température, dureté, pH, etc.) étudiés aux échelles spatiales de l’habitat et du paysage. Un trait phénotypique désigne une variation d'un caractère phénotypique.
Ces traits d'histoire de vie sont un produit de la sélection naturelle (produit neutre ou constituant une réponse adaptative aux modifications et contraintes de l'environnement). 
Cette approche renvoie à la théorie des histoires de vie (Life history theory), qui en écologie, et dans le domaine de l'étude de la dynamique des populations, désigne l'ensemble de caractères impliqués dans la reproduction, la résilience et la survie des organismes (et éventuellement des espèces), et donc la contribution en termes de descendance. 
Cette notion fait intervenir des traits innés et éventuellement acquis, et fait appel à la notion de trade-offs (équivalent des « choix » stratégiques qu'une espèce peut faire dans l'allocation de ses ressources entre la croissance de l'individu et/ou du groupe et la survie de l'espèce).

## Intérêt
Les « traits bioécologiques » d'une communauté d'espèce reflètent directement la diversité des niches écologiques de l'écosystème ; ils permettent donc d'évaluer la qualité bioécologique de cet écosystème. Ces traits, quand ils sont bien connus peuvent donc être utilisés ;
- pour le choix d'indicateurs ou de bioindicateurs adaptés à un milieu ou une fonction écosystémique qu'on voudrait étudier, et par suite pour affiner la caractérisation de la qualité d'un milieu (cours d'eau par exemple) ou de détecter certaines perturbations (ex : impacts du changement climatique, de certains polluants, etc.) ; en les discriminant et hiérarchisant mieux qu'on ne pourrait le faire avec les indices habituels (ex : Indice IBGN[2] pour l'eau), car moins dépendant d'une seule espèce (et donc de son aire de répartition) ;
- pour mieux comprendre et prévoir l'évolution d'une espèce en danger ou au contraire invasive[3], y compris dans la perspective du dérèglement climatique ;
- pour modéliser et prévoir l'évolution écologique d'un milieu naturel, semi-naturel ou anthropisé soumis à des perturbations ou pour détecter ces perturbations via l'apparition ou la disparition d'une espèce dont les traits d'histoire de vie sont caractéristiques d'une condition écologique ;
- pour des études d'impacts et l'élaboration de mesures compensatoires ;
- pour préparer ou évaluer des actions de génie écologique ; Par exemple les traits écologiques et de vie du Castor permettent de l'associer à un processus de renaturation et restauration de zones humides, ainsi que de gestion restauratoire du milieu, si les conditions sont réunies pour qu'il puisse faire des barrages, et dans son aire naturelle de répartition (car on a vu que - hors de cette aire - là où il a été introduit, les arbres qu'il coupe ne recèpent pas naturellement, et il a alors un impact écologique très négatif) ;
- pour l'étude et l'évaluation environnementale de systèmes complexes (récifs coralliens, réseaux hydrographiques[4], trame verte et bleue, et des gradients de passage d'un système à l'autre [5]...

## Conditions d'utilisation
Pour les utiliser plus largement, il est nécessaire d'avoir une connaissance suffisante, et standardisée, classée des traits de vie ; On commence pour cela produire des bases de données de traits biologiques de d'organismes (végétaux, animaux...).